# Бошко Буха
|  | Чланци повезани са овим чланком: - Меморијални комплекс Бошко Буха - Бошко Буха (филм) |

Бошко Буха (Градина, код Вировитице, 1926 — Јабука, код Пријепоља, 27. септембар 1943) био је учесник Народноослободилачке борбе, пионир и борац-бомбаш Друге пролетерске бригаде и народни херој Југославије.
Након окупације Југославије, 1941. године, усташе су га са породицом протерале из родне Славоније, па је прешао у западну Србију, у Јадарску Лешницу. Ту је октобра 1941. године ступио у Мачвански партизански одред. Потом је кратко време био на лечењу у ослобођеном Ужицу, а одатле се са борцима Ужичког партизанског одреда, повукао у Санџак. Марта 1942. године ступио је у тада формирану Другу пролетерску ударну бригаду, у њен Четврти ужички батаљон.
Иако је био млад и мален растом, исказивао је изузетну храброст. Посебно се истакао као вешт бомбаш у борбама код Чајнича, на Козари, код Купреса, Јајца, Ливна и др, па је био вођа једног бомбашког одељења. Као један од омиљених бораца Четвртог ужичког батаљона Друге пролетерске бригаде био је изабран за члана делегације ове бригаде на Првом конгресу Антифашистичке омладине Југославије. На овом Конгресу, одржаном децембра 1942. године у Бихаћу, говорио је о својим и подвизима својих ратних другова. Његов говор изазвао је одушевљење међу делегатима, а честитао му је и Врховни командант НОВ и ПОЈ Јосип Броз Тито.
Истицао се и у каснијим борбама Друге пролетерске бригаде, а посебно у борбама током битке на Неретви и битке на Сутјесци. Погинуо је септембра 1943. године када је камион у коме се налазио у близини села Јабука, код Пријепоља, наишао на четничку заседу. Сахрањен је у Пљевљима.
За народног хероја проглашен је 20. децембра 1951. године. У селу Јабуци је 1960-их година изграђен Меморијални комплекс посвећен Бошку Бухи и другим пионирима и омладинцима погинулим у Народноослободилачком рату.

## Биографија
Рођен је 1926. године у славонском селу Градини, код Вировитице. Потицао је из сиромашне земљорадничке породице. Бошков отац Раде Буха био је пореклом из херцеговачког села Домрке, код Гацка. Он је након Сарајевског атентата, јуна 1914. године, био затворен у Билећи, а потом је мобилисан у Аустроугарску војску и послат на фронт у Италију. Заједно са групом војника, Раде је одатле побегао и стигао на Солунски фронт, где се као добровољац придружио Српској војсци. Након завршетка Првог светског рата, Раде и његова жена Мара су колонизовани у Подравину, где је као ратни добровољац добио мало земље.
Бошко је био најстарије од седморо деце Радета и Маре Бухе, а поред њега су имали ћерке Зорицу, Милосаву и Радојку, као и синове Павла Пају, Миленка, Владу и Петра. Иако мален растом, Бошко је био веома немирно дете, један од најнемирнијих међу својим вршњацима. Његов учитељ се Бошковом оцу жалио како је Бошко иако добар ђак, веома немиран на часовима. Волео је да се игра с другом децом, а највише је волео да игра клиса. Иако немиран, волео је да с оцем ради на њиви и помаже у вођењу домаћинства. Посебно је волео да се игра са коњима свога оца — кобилом Јулком и коњем Цветком.
Након окупације Краљевине Југославије и успостављања Независне Државе Хрватске (НДХ), јуна 1941. године, усташе су упале у Градину и отпочеле прогон српског становништва. Наређење је било да сви Срби спакују своје ствари на кола и напусте село. У колони запрега, која је ишла ка железничкој станици, била је и Бошкова породица. На железничкој станици усташе су приспели народ терали у отворене сточне вагоне. Бошко се тада веома тешко одвојио од својих омиљених коња. Један усташа га је тада одгурнуо и Бошко је иако дете хтео да јурне на њега, али га је отац смирио и угурао у вагон.
Након читаве ноћи путовања, воз са прогнаним народом је стигао у источну Босну, у место Козлук, код Зворника. Бошкова породица је потом скелом прешла Дрину и дошла у село Јадарску Лешницу, код Лознице. Ту су се сместили у један магацин, а Бошко и његов отац Раде су ишли да надниче по другим кућама како би нешто зарадили за живот. Раде је помагао по кућама, цепао дрва, уређивао дворишта, а Бошко је чувао краве и коње.

### Одлазак у партизане
Током Бошковог боравка у Јадарској Лешници избио је устанак у Србији. Током лета 1941. године Бошко је слушао приче о првим устаничким борбама и пожелео је да се придружи партизанима. Октобра 1941. године, са свега петнаест година, ступио је Мачвански партизански одред. Као један од најмлађих и најмањих бораца, брзо је постао познат у читавом Одреду. Учио је како се рукује пушком и бомбом и показао знаке спретности и сналажљивости. Већ у првим борбама, у којима је учествовао, није показао никаквог страха.
Хладне јесење кише и прерани октобарски снег изненадили су многе борце, међу њима и Бошка. Навукао је јак назеб, прехладио се и добио јак кашаљ. Команда Одреда га је упутила на лечење у ослобођено Ужице, које је било центар слободне територије тзв. „Ужичке републике”. У Ужице га је одвео отац Раде, а одатле су упућени у партизанску болницу, која се налазила у Севојну. Током десетодневног боравка у болници, Бошко, који је био дечак несташног духа, спријатељио се с многим лекарима, болничаркама, рањеницима и болесницима.
Након оздрављења, остао је у Ужицу, где је ступио у Посадну чету Комаде места Ужице. Са Бошком је у Ужицу био и његов отац, али након вести да је окупатор попалио села око Лознице, морао је да се врати у Лешницу и види шта је с остатком породице. Тада, крајем октобра, Бошко се последњи пут видео с оцем. Одмах потом Бошкова чета је била упућена према Ужичкој Пожеги. Бошко и група његових другова чувала је мост на реци Скрапеж, али су их четници препадом заробили и одвели у затвор у Пожеги. Свега пар дана потом, 2. новембра 1941. четници су извршили напад на Ужице, али су делови Ужичког партизанског одреда, у борбама на Трешњици, успели да их разбију и потерају ка Пожеги. Сутрадан, 3. новембра, делови Ужичког и Чачанског партизанског одреда су заузели Пожегу и ослободили заробљене партизане, међу којима је био Бошко и његови другови.

### У Ужичком одреду
Током новембра 1941. године Бошко је са Ужичким партизанском одредом водио непрекидне борбе против Немаца и четника, током завршног дела Прве непријатељске офанзиве. Посебно тешке борбе са јаким немачким снагама, помогнутим авијацијом, артиљеријом и тенковима, вођене су у Буковима, на Црнокоси, изнад Певчеве механе и др. Након борбе на Кадињачи и пада Ужица, 29. новембра 1941. Бошко се с Ужичким одредом под борбама повукао ка Златибору. Почетком децембра 1941. су прешли преко Увца и дошли у Радоињу, где су се налазиле јаке партизанске снаге.
Крајем децембра, по наредби Врховног штаба НОПОЈ, извршена је реорганизација партизанских одреда из западне Србије и Шумадије. Од Ужичког партизанског одреда формирана су тада два батаљона — Први и Други ужички батаљон. Пошто је почела јака зима, а није било довољно хране, ни оружја, одлучено је да се део мање способних бораца врати кућама. Пошто је у Ужичком одреду било доста деце-бораца, од којих многи нису били ни наоружани, ова одлука је најпре на њима спроведена. У међувремену, у Радоињу су долазили родитељи, углавном мајке и рођаци деце-бораца и позивали их да се врате кућама, али је већина њих то одбијала. Упркос њиховом противљењу, донета одлука о повратку деце-бораца кућама морала се испоштовати. Они су напустили јединицу и након тога су били распоређени у куће партизанских симпатизера. Једна партизанска група на челу с Јевремом Поповићем добила је задатак да децу-борце пребаци преко Увца и обезбеди њихов пут до ужичког краја. У току једне ноћи, чекајући на полазак, група локалних четника је одлучила да нападне партизанску групу. Након изненадног напада, четници су готово савладали партизанску стражу, али су се деца-борци укључили у борбу и успели су да одбију четнички напад. Након ове борбе, Јеврем Поповић је одлучио да их не води у Ужице, већ их је повео у Штаб Првог ужичког батаљона, где су поново били распоређени у чете.
Крајем 1941. и почетком 1942. године Италијани су, уз помоћ четника и муслиманске милиције, отпочели чишћење терена између Лима и Увца од партизана. Услед тешких напада, партизани су одступали ка Златару. У току ноћи 7/8. фебруара 1942. године партизанске јединице су у близини Пријепоља морале прећи преко леденог Лима. Већина деце-бораца, међу којима Буха и Сирогојно, нису знали да пливају, па су Лим прешли заједно са командантом Првог ужичког батаљона Миодрагом Миловановићем Лунетом. Након преласка ледене реке, партизани су се краће време задржали у селу Камена Гора. Тада је до бораца ужичких батаљона стигла вест да ће ускоро бити формирана нова пролетерска бригада и да ће они бити укључени у њен састав. Ова вест обрадовала је већину бораца, изузев деце-бораца који су страховали да неће бити примљени у бригаду. На путу ка Босни, партизане су у селу Крњачи, код Прибоја, напале јаке четничке снаге. Бошко је ову борбу доживео као прилику да се још једном покаже као способан борац и тиме заслужи место у новој бригади, па се у току борбе привукао четничком положају и бомбом убио двојицу четника, а потом заробљеним пушкомитраљезом тукао са бочне стране по четничком положају, што је изазвало панику међу четницима.
Крајем фебруара 1942. године партизанске снаге из Шумадије и западне Србије су стигле у ослобођено Чајниче. Борци су се овде одмарали, а Штабови батаљона су вршили последње организационе припреме за формирање нове пролетерске бригаде. На дан формирања Друге пролетерске ударне бригаде, 1. марта 1942. године, у Чајниче су из Фоче дошли чланови Врховног штаба НОП и ДВЈ и Врховни командант Јосип Броз Тито, који се борцима обратио са балкона хотела. Први ужички батаљон примљен је у бригаду и постао је Четврти ужички батаљон, а његов командант је остао Луне Миловановић. Након одржаног говора и смотре бораца, Тито се сусрео са руководиоцима бригаде. Он је тада Лунету Миловановићу саветовао да децу-борце врати на ослобођену територију, да тако млади не иду у даље борбе. Након овога, Луне је издвојио око 30 најмлађих бораца из бригаде, међу којима је био и Бошко Буха. Иако издвојени, они су кренули куда и батаљон и исте вечери, пре батаљона, стигли на место његовог коначишта, па су поново остали у јединици.

### Са Другом пролетерском бригадом
Одмах након формирања, Друга пролетерска бригада је била упућена на свој први задатак — уништење четничког упоришта у Борикама, код Рогатице, у ноћи 7/8. марта 1942. године. Након тога, бригада је водила борбе око Рогатице и Братунца, па се крајем априла 1942. вратила према Чајничу, у које су већ упали Италијани. Приликом напада на Рогатицу, многи од деце-бораца, међу којима Буха и Чикало, почели су се истицати као добри бомбаши. Када је у току напада на Чајниче, у ноћи пред 1. мај 1942. године, командант Четвртог ужичког батаљона Луне Миловановић тражио добровољце-бомбаше Бошко се међу првима пријавио. Као добар бомбаш показао се и приликом уништења италијанског упоришта на путу Горажде—Чајниче, 6. маја 1942, када је учествовао у уништењу непријатељских бункера. Током наредних борби, Бошко је развио таленат за прикрадање бункерима и њихово уништење помоћу ручних граната и бомби. Његов таленат и храброст су постали легендарни међу борцима Друге пролетерске, а његова јединица, у којој је било и друге деце-бомбаша, добила је надимак „Партизанска артиљерија“.
Половином јуна, Друга пролетерска бригада нашла се на простору Херцеговине, где су од 11. до 13. јуна 1942. године вођене тешке борбе против италијанско-четничких снага на Гату. У овој борби, Бошко се налазио међу бомбашима Четвртог ужичког батаљона. Он је успео да пузећи дође до четничког положаја, из кога је дејствовао тешки митраљез и убаци две бомбе, након чега је дошло до забуне међу четницима, што су остали партизански бомбаши искористили, упали у ров и ликвидирали четнике. Након овога, Бошко је одлучио да уништи још један митраљез. Неприметно је успео да обиђе четнички положај и забаци се непријатељу иза леђа, након чега је допузао до положаја и бацио две бомбе, чиме је овај четнички положај био уништен. Јаке италијанско-четничке снаге присилиле су партизане на повлачење током кога је Бошко био рањен, тако што га је један метак погодио у ногу. Болничарка Милена Ситараца је успела да дође до њега и почела га вући ка партизанском положају, када га је погодио још један метак. Четврти ужички батаљон је у овим борбама претрпео тешке губитке — 32 погинула борца, међу којима је била и Анђа Ранковић, народни херој, и 26 рањених бораца, међу којима је поред Бошка Бухе био и Луне Миловановић, командант Четвртог батаљона. И остали батаљони Друге пролетерске бригаде претрпели су тешке губитке, а међу погинулима су били командант Првог ужичког батаљона Радослав Ковачевић и његов заменик Петар Лековић, који је пар месеци пре тога био проглашен за првог народног хероја.
Половином јуна 1942. године биле су формиране Трећа, Четврта и Пета пролетерска бригада, које су крајем јуна заједно са Првом и Другом пролетерском бригадом, под командом Врховног штаба НОП и ДВЈ кренули на велики марш у Босанску крајину. Након месец дана марша, крајем јула 1942. године главнина партизанских снага је стигла до Купрешког поља, где су потом вођене борбе за Бугојно и Купрес. Посебно тешке биле су борбе за Купрес, које су трајале месец дана. Усташке снаге потпомогнуте Црном легијом упорно су се браниле, у добро утврђеним бункерима. У овим борбама учествовали су борци-дечаци, међу којима Бошко Буха, Саво Јовановић Сирогојно, Бошко Матић и др. Након неколико неуспешних напада, партизани су одустали од заузимања Купреса и наставили даље ка Мркоњић Граду и Јајцу, које су ослободили крајем септембра 1942. године.
Приликом борби за Јајце, Први и Четврти ужички батаљон Друге пролетерске бригаде су нападали на брдо Ћусине, на коме је било доста усташких бункера. Ови бункери су били опремљени рефлекторима, који су осветљавали положаје испред бункера, где су били ископани ровови и постављена бодљикава жица, што је додатно отежавало напад. У току ноћи 24/25. септембра 1942. ужички батаљони су се приближили усташким утврђењима, а група бомбаша-добровољаца, међу којима је био и Бошко Буха, у тишини се провукла кроз препреке и привукла бункерима. Бошкова група бомбаша имала је најтежи задатак — да уништи највећи бункер који се налазио испред положаја Четвртог ужичког батаљона. Они су успели да се привуку до густих редова бодљикаве жице, да их пресеку и дођу испред самих бункера. Заједно са тројицом бораца, Бошко је успео да изненади усташе и савлада их. Приликом заузимања другог бункера, посада бункера их је приметила, па је дошло до пушкарања, али је Бошко успео да баци неколико бомби и уништи бункер. И други бомбаши ужичких батаљона су успели да савладају остале бункере, након чега је био извршен јуриш осталих бораца и заузето ово упориште. На врху Ћускине, партизани су упали у бараку, која је била усташко складиште и запленили доста наоружања. Заузеће овог положаја имало је пресудан значај за ослобођење Јајца, па је Врховни штаб похвалио Другу пролетерску бригаду, која је „на јуриш заузела најјаче упориште Ћускине”.
Јаке немачко-усташке снаге су почетком октобра 1942. године из правца Бањалуке извршиле напад на ослобођену територију и поново заузеле Мркоњић Град и Јајце. Упркос томе, Врховни штаб није одустајао од нових офанзивних подухвата, па је главнину својих снага концентрисао према Босанском Грахову и Бихаћу. Друга пролетерска бригада је у првој половини октобра водила тешке борбе против немачко-усташких и четничких снага, које су из правца Бањалуке и Травника надирале ка Јајцу, а потом је била пребачена у рејон Босанског Грахова. Бошков Четврти батаљон је у борбама за одбрану Мркоњић Града заузео положај на Лисинама, на излазу из града према Бањалуци и упорно га бранио настојећи да што дуже задржи непријатељске снаге. Након једне борбе са Немцима, у којој је била разбијена њихова колона, заплењено је доста наоружања, муниције и друге опреме, а Бошко Буха је имао посебан плен — џепни сат марке „Лонжин”. Када је команда чете сазнала за овај Бошков „плен”, одлучила је да сат узме за потребе чете, а да њему у замену да ручни сат. Када је командир чете дошао да му затражи сат, видео је да је Бошко из сата извадио све делове механизма чији су му зупчаници послужили за игру, док је кутију сата претворио у сланик. Повлачећи се из правца Мркоњић Града и Јајца, борци Друге пролетерске бригаде су дошли у Млиниште, одакле су се возом пребацили у ослобођени Дрвар где је 17. октобра 1942. године смотру бригаде извршио Врховни командант Јосип Броз Тито након чега је команданту бригаде Љубодрагу Ђурићу предао бригадну заставу. Истог дана бригада је била пребачена на положаје код Малог Тичева, где је водила тешке борбе против четника из Босанског Грахова.
Све до краја новембра 1942. године Друга пролетерска бригада је била на положајима код Босанског Грахова, а потом је у саставу новоформиране Друге пролетерске дивизије 25. новембра била упућена ка Ливну. Борбе за ослобођење Ливна вођене су 14. и 15. децембра 1942. године. Бошков Четврти ужички батаљон се налазио на положају на брду Башајковцу, које је доминирало Ливном. Он се добровољно пријавио у групу бомбаша која је имала задатак да се привуче усташким бункерима на периферији Ливна и уништи их. Са овом групом бомбаша ишао је и пушкомитраљезац Милинко Новаковић, који је имао задатак да штити дејство бомбаша. Након ослобођења Ливна, Друга пролетерска бригада је била упућена у борбе за ослобођење Дувна и Шујице.

### Делегат на Конгресу УСАОЈ
Децембра 1942. године Централни комитет Савеза комунистичке омладине Југославије (СКОЈ) донео је одлуку о сазивању Конгреса Уједињеног савеза антифашистичке омладине Југославије (УСАОЈ), који је замишљен као масовна антифашистичка организација југословенске омладине. Конгрес је био заказан за крај децембра, па су током месеца у јединицама НОВ и ПОЈ биле сазиване омладинске конференције на којима су били бирани делегати за Конгрес. У Четвртом ужичком батаљону Друге пролетерске бригаде омладинску конференцију је сазвао Александар Унуковић, руководилац СКОЈ-а у батаљону. На Конференцији се борцима-омладинцима обратио политички комесар батаљона Јеврем Поповић који им је говорио о доприносу омладине ослободилачкој борби. Након тога је био одржан низ скојевских и партијских састанака на којима се расправљало о избору делегата за Конгрес. Било је одлучено да се за делегате изаберу најбољи борци и најоданији ратници, који ће најбоље представљати бригаду, па су у делегацију Друге пролетерске бригаде били изабрани следећи омладинци — Гроздана Белић Зина, Бошко Буха, Перица Ивановић, Радослав Илић Мика, Милорад Крга, Бошко Матић, Драгутин Милошевић Чикало, Драгослав Митровић Уча, Љубомир Павловић Коча, Младомир Радојевић и Загорка Зага Стојиловић. Пред полазак на Конгрес, у ослобођено Ливно су долазили делегати из осталих бригада Друге пролетерске дивизије, где су се фотографисали са командантом и политичким комесаром Друге дивизије Пеком Дапчевићем и Митром Бакићем.
Долазак омладинске делегације у ослобођени Бихаћ, који је био центар слободне територије познате као „Бихаћка република”, подсетио је Бошка и његове другове на ослобођено Ужице од пре годину дана. Конгрес Уједињеног савеза антифашистичке омладине Југославије почео је 27. децембра 1942. године и отворио га је секретар ЦК СКОЈ-а Иво Лола Рибар, у присуству 365 делегата. Као гости, Конгресу су присуствовали чланови Централног комитета КПЈ, Врховног штаба НОВ и ПОЈ и Извршног одбора АВНОЈ-а, као и Врховни командант Јосип Броз Тито, који се обратио присутним делегатима. Другог дана конгреса, 28. децембра, за говорницу су ступали делегати из разних крајева Југославије, а један од говорника је био и Бошко Буха. Имао је тада тек шеснаест година. Био је малог раста, па се уздизао на прсте како би се видео иза говорнице. Свој говор започео је речима — Ја ћу да Вам причам, другови, како ми идемо на бункере, што је изазвало одушевљење међу делегатима. Причао је како се он и његови другови бомбаши веру и по врховима кућа и кроз димњаке бацају бомбе на усташе. Током његовог упечатљивог говора делегати су се весело смејали и аплаудирали му. Након завршетка говора, Бошко је био пропраћен јаким аплаузом, а Јосип Броз Тито се дигао са свог места и честитао му.
Задњег дана Конгреса, изабрано је руководство УСАОЈ-а, а у Земаљски одбор је био изабран Миодраг Миловановић Луне, командант Бошковог батаљона, док је у Секретаријат Земаљског одбора била изабрана Гроздана Белић Зина, члан делегације Друге пролетерске бригаде. Након завршетка Конгреса, Јосип Броз Тито је примио делегацију Друге пролетерске бригаде, која је присуствовала Конгресу. Врховног команданта је испред делегације поздравио Бошко Буха, који га је известио да су борци Друге пролетерске бригаде повратили бригадну заставу. Након завршетка разговора са делегатима, Тито их је понудио цигаретама. Бошко је рекао да не пуши, али је затражио једну цигарету за политичког комесара батаљона Јеврема Поповића. Тито му је на то дао још две цигарете са саветом да их да команданту батаљона. Приликом растанка Тито се поздравио са члановима делегације, а Бошку је поклонио ручни сат и наливперо.

### На Неретви и Сутјесци
Након Конгреса УСАОЈ-а, делегација Друге пролетерске бригаде се из Бихаћа упутила ка Ливну и положајима бригаде код Шујице. На путу ка бригади, у једној брвнари у подножју Динаре су дочекали Нову 1943. годину. Након њиховог доласка у бригаду, у батаљонима су одржавани омладински и скојевски састанци на којима су делегати осталима преносили своје импресије са Конгреса. Посебно је било на састанцима у Четвртом ужичком батаљону, где су сви били поносни на Бошка и његово иступање на Конгресу, као и на поклоне које је добио од Врховног команданта. У току Бошковог боравка на Конгресу, Друга пролетерска бригада је заједно са Другом далматинском бригадом у ноћи 28/29. децембра 1942. године извршила поновни напад на Купрес, али овај напад није успео, јер је усташама стигло појачање из Бугојна. Бошко се интересовао како су текле борбе у Купресу, а посебно га је занимало учешће партизанске танкете, која је била заплењена од усташа у борбама за Ливно. Када је сазнао да су посаду танкете, која је усред ноћи упала у Купрес, сачињавали његови другови из Четвртог батаљона, а да је возач танкете и командир био Војин Ђурашиновић Костја, Бошко је са жаљењем рекао да би се и он пријавио за посаду танкете да је био у батаљону.
Крајем јануара 1943. године окупатор је покренуо нову велику офанзиву против партизанске слободне територије у Босанској крајини. За ову операцију су биле ангажоване знатне окупаторске и квислиншке снаге. Како би избегла уништење, група од пет дивизија, под руководством Врховног штаба НОВ и ПОЈ, прешла је у противофанзиву у правцу Херцеговине, Црне Горе и Санџака. На том путу Друга пролетерска бригада је имала задатак да — ослободи Посушје и Имотски, преко планине Чврснице се пребаци у долину Неретве и заузме Дрежницу и Јабланицу, а потом обезбеди десни бок снага Главне оперативне групе од Мостара. Напад на Дрежницу 16. фебруара 1943. године је био силовит, а посебно су се истакли бомбаши, међу којима Буха и Сирогојно. Партизани су овде разбили читав италијански батаљон, који је дошао са 23 камиона, након чега су Италијани затражили преговоре око предаје. За преговарача с Италијанима од Штаба бригаде је био одређен Миодраг Миловановић Луне, тада заменик команданта бригаде. Он је на преговоре повео Јеврема Поповића, политичког комесара Четвртог ужичког батаљона и рекао му да поведе некога од бораца, а он је изабрао Бошка, који је то са поносом прихватио. Када су се сусрели са италијанским официрима, били су изненађени да се у партизанским редовима боре деца. Они су тада Лунету скренули пажњу да су очекивали да ће на преговоре доћи у пратњи партизанских официра, а не деце, на шта им је он договорио да у партизанској војсци има доста деце која су успела да разоружају њихов батаљон. Преговори су били успешно завршени и Први батаљон 260. пука 154. пешадијске дивизије „Мурђе”, са 286 војника се предао Другој пролетерској бригади.
Након заузимања Дрежнице, Друга пролетерска бригада је заједно са јединицама Треће ударне дивизије до 23. фебруара овладала долином Неретве и свим прелазима преко ње од Дрежнице до Коњица, чиме су били створени услови за напад на Коњиц. Након тога, Друга пролетерска је заједно са другим јединицама била пребачена да изврши противудар на правцу Прозор — Горњи Вакуф — Бугојно и на тај начин заустави непријатељско напредовање, које је угрожавало Централну болницу и рањенике. Тада, почетком марта 1943. године посебно тешке борбе вођене су Макљену и Црном врху. Након одбацивања немачких снага, Друга пролетерска бригада је у саставу Главне оперативне групе учествовала у разбијању четничких снага, а након тога у тешким борбама код Улога и Калиновика. Крајем марта, Друга пролетерска бригада је у саставу Друге пролетерске дивизије била упућена према Дрини са задатком да је форсира и нападне Фочу. Ту су вођене тешке борбе против четничких снага у којима је погинуо политички комесар бригаде Алекса Дејовић. Бошку Бухи је ова смрт веома тешко пала, јер је много волео Алексу, а заједно са Крцуном Пенезићем је присуствовао и његовој сахрани у селу Кута, код Фоче. После преласка Дрине вођене су борбе против Италијана и четника код командом Павла Ђуришића, а посебно тешке борбе вођене су на брду Хумићу, код Фоче и на Јаворку, изнад Никшића. Половином априла Бошко се лакше разболео, па је морао да напусти своју јединицу и пређе у Централну партизанску болницу. Све до половине маја 1943. кретао се са тешким рањеницима и тифусарима, али се као лакши рањеник убрзо вратио у свој Четврти ужички батаљон Друге пролетерске бригаде.
Убрзо после Бошковог повратка у батаљон, отпочела је нова до тада највећа окупаторска офанзива, у којој је ангажовано 127.000 војника с циљем да се главнина партизанских снага опколи и уништи на простору између токова Таре и Пиве и масива Дурмитора. Почетак ове офанзиве затекао је Другу пролетерску бригаду на положајима према Фочи и Шћепан Поља. До краја маја 1943. године непријатељ је успео да на свим правцима потисне партизанске снаге у у долину реке Сутјеске, од села Суха до Тјентишта, и да затвори обруч око Главне оперативне групе, Врховног штаба и Централне болнице. Тада су вођене тешке борбе с циљем стварања мостобрана преко Сутјеске и омогућавања пробоја преко Зеленгоре. Бошков Четврти ужички батаљон водио је тада борбе на падинама брда Кошур, штитећи малу једва пролазну стазу која од Тјентишта преко Крекова и Милинклада води ка Зеленгори. Немци су пре партизана избили на врх Кошура и утврдили се, па су читавих десетак дана овде трајали непрекидни напади партизана. Партизанске патроле су често избијале на врх Кошура или на друге падине с циљем да открију положаје Немаца, а Бошко се често добровољно пријављивао да иде у патролу.
Половином јуна 1943. године све јединице Главне оперативне групе су прешле у противофанзиву ка источној Босни, а Друга пролетерска дивизија је наступала правцем Витез—Романија—Олово—Кладањ—Озрен, а потом је своје наступање усмерила ка северном делу источне Босне преко Романије ка Олову, Кладњу и Тузли. На овом подручју вођене су борбе против усташко-домобранских снага, муслиманске милиције и четника. Бригада је најпре 24. јуна заузела Олово, потом 27. јуна Кладањ, а крајем јула је на Озрену учествовала у тродневним борбама против немачко-четничких снага. Након ових борби Друга пролетерска бригада је била на одмору у долини реке Криваје, а Четврти ужички батаљон се налазио у селима око Живиница.

### Погибија
Након месец дана одмарања, 20. августа 1943. године Друга пролетерска дивизија се по наређењу Врховног штаба НОВ и ПОЈ пребацила из источне Босне у долину Дрине и одатле наступала према Санџаку и Црној Гори. На овом путу Друга пролетерска бригада је најпре 4. септембра ослободила Фочу, а потом у садејству са Трећом санџачком бригадом 22. септембра 1943. године ослободила Пљевља. Нешто касније, партизанске снаге су, искористивши капитулацију Италије, ослободиле и друге градове — Бијело Поље, Нову Варош, Пријепоље, Прибој, Колашин, Беране и Андријевицу, створивши велику ослобођену територију под командом тада формираног Другог ударног корпуса.
Након ослобођења Пљеваља, док је Штаб бригаде припремао напад на Пријепоље, многи борци Друге пролетерске бригаде су постали политички радници на ослобођеној територији. Међу овим борцима, био је и Бошко Буха. Иако није био нарочити говорник, он је долазио на скупове грађана, а највише на скупове омладине и причао о својим бомбашким искуствима. За кратко време, свега пар дана колико је провео у Пљевљима, Бошко је као упечатљиви дечак-борац постао познат многим Пљевљацима, који су слушали приче о бомбашким подвизима њега и његових другова. Дана 26. септембра Бошков батаљон је учествовао у борбама за ослобођење Пријепоља, које се, након предаје Италијана, нашло у рукама четника. Под налетом снага Друге пролетерске и Треће санџачке бригаде Група лимско-санџачких четничких одреда, под командом мајора Ђорђија Лашића, повукла се из Пријепоља без веће борбе.
Сутрадан након ослобођења Пријепоља, 27. септембра 1943. године Бошко Буха је заједно са докторком Сашом Божовић и командиром бригадне болнице Богданом Раданом кренуо камионом из Пљеваља за Пријепоље по санитетски материјал. Докторка Саша Божовић била је прекомандована у Другу пролетерску ударну бригаду у току битке на Сутјесци. Убрзо по доласку у бригаду, она је обишла све батаљоне како би упознала здравствено стање бораца. Приликом обиласка Четвртог ужичког батаљона, она се радовала сусрету са Бошком Бухом, за кога је чула још крајем децембра 1942. године, када је у ослобођеном Бихаћу, где је била на дужности у партизанској болници, слушала о његовом иступању на Конгресу УСАОЈ-а. Од упознавања она се често сусретала са Бошком, који је био њен љубимац међу децом ратницима Друге пролетерске бригаде. Волели су да разговарају, а Бошку су посебно биле интересантне докторкине приче о Београду.
У близини села Јабука, које се налази на половини пута између Пљеваља и Пријепоља, камион у коме су били наишао је на четничку заседу, којом је командовао четнички мајор Ђорђије Лашић. Четници су се налазили у шумарку поред пута, па су се партизани нашли у неповољној позицији, јер им је једини заклон био камион. Бошко и Богдан Радан су одмах пружили отпор четницима, али су брзо били савладани од бројнијих четника, док је докторка Саша Божовић била рањена и заробљена.
Сутрадан ујутру, 28. септембра након добијања вести о четничкој заседи у Јабуци, Четврти ужички батаљон је под командом Боже Ђорђевића пошао у напад на четнике, који су се одмах повукли ка Бијелом Пољу. У једној од кућа су пронашли рањену докторку Сашу Божовић, а тела Бошка Бухе и Богдана Радана су пренели у Пљевља, где су сутрадан сахрањена. Бошковој сахрани на гробљу у Вароши присуствовао је велики број грађана Пљеваља, а посебно омладине, који су у дугачкој поворци кроз град одали пошту бомбашу Друге пролетерске бригаде. На Бошковом гробу опроштајни говор је одржао Слободан Пенезић Крцун, политички комесар Друге пролетерске дивизије. Вест о погибији тада већ легендарног борца и бомбаша Бошка Бухе тешко је погодила борце Друге пролетерске ударне бригаде. Бошка су знали готово сви борци бригаде, као и све старешине. Био је познат као весели дечак који је волео да разговара са свима и да се шали, па је често развесељавао борце. Волео је да прича о својим бомбашким акцијама и другим доживљајима, а пошто је био једноставан, лако је умео да сваку акцију и борбу објасни у неколико речи.

## Народни херој
Чули су од оца
видели од брата
правили су пушке
играли се рата.
Замагли се небо
над децом у трави
пуче права пушка
и рат поче прави.
Нек нас сете ове слике
на ту децу и те ђаке,
што су мали, мали за војнике,
а велики за јунаке...

део из песме „Нек нас се сете”, 
Душка Радовића, написане за 
 „филм Бошко Буха”
Поводом десетогодишњице Југословенске народне армије, 20. децембра 1951. године, Бошко Буха је Указом Президијума Народне скупштине Федеративне Народне Републике Југославије проглашен за народног хероја Југославије. Истог дана проглашен је 271 народни херој, а међу њима су били и Бошкови саборци из Друге пролетерске ударне бригаде — Драгомир Дражевић, Војин Ђурашиновић, Петар Ивановић Перица, Душан Јечменић, Радослав Ковачевић, Милутин Луковић, Мићо Матовић, Радиша Радосављевић, Божо Томић, Мате Ујевић и Радмила Шишковић.
Као један од најмлађих бораца-пионира НОВ и ПО Југославије Бошко Буха је постао симбол борбе и страдања омладине у Народноослободилачкој борби. На иницијативу пионира Пријепоља и Пљеваља 1959. године је покренута акција за изградњу трајног сећања на револуционарни пут Бошка Бухе и других пионира-бораца. Након тога Савез пионира Југославије је покренуо акцију прикупљања прилога за изградњу пионирског спомен-дома „Бошко Буха” у селу Јабука. Спомен-дом је изграђен 1964. године, а 17. октобра 1966. године овде је одржан сусрет младих из читаве Југославије и велики историјски час, који је прерастао у Југословенске пионирске меморијалне свечаности „Бошко Буха”, које су се одржавале сваке године на дан погибије Бошка Бухе 27. септембра. Истог дана на месту Бошкове погибије био је постављени камени белег са натписом — Овде је 1943. године погинуо пионир, борац и народни херој Бошко Буха, поред кога је посађено 17 борова у знак броја година колико је Бошко имао у тренутку погибије. Откривању овог спомен-обележја присуствовао је Раде Буха, Бошков отац.
Наредних година простор око спомен-дома „Бошко Буха” је претворен у Меморијални комплекс „Бошко Буха“, кога су поред места Бошкове погибије сачињавали и друга спомен-обележја посвећена Бошку Бухи и другим пионирима-борцима. Најпре је 27. септембра 1970. године на брду Видиковац изнад Јабуке био постављен споменик Бошку Бухи — бронзана фигура дечака-борца са пушком и књигом, рад вајарке Мире Летице. Идеју за подизање овог споменика покренуо је пионирски лист „Кекец”, а предлог за његов изглед дала је Јадранка Берић, ученица из Горњег Милановца. Потом је 27. септембра 1971. године подигнут споменик на Бошковом гробу у Пљевљима, који је по идеји наставника основне школе „Бошко Буха” из Пљеваља, био израђен од белог мермера у облику школске клупе у пресеку. Након две године, 27. септембра 1973. године у меморијалном комплексу је формирана „Алеја неустрашиве младости”, која је сачињавала осам бронзаних спомен-бисти југословенских пионира-партизана из свих република и покрајина СФРЈ — Драгана Ковачевића, Лепе Радић, Вере Мишчевић, Мате Блажине, Саве Јовановића Сирогојна, Милана Мравље. Аутор ових бисти био је Љубоје Чабаркапа, наставник из Пљеваља. Испред спомен-дома „Бошко Буха” 27. септембра 1984. године постављена је спомен-биста Бошка Бухе, рад вајарке Дринке Радовановић.
Име Бошка Бухе носе четири основне школе — две у Србији и по једна у Црној Гори и Босни и Херцеговини. Основна школа „Бошко Буха” у Београду, на Звездари, која се бави образовањем и васпитањем деце са сметњама у развоју, основана је 1963. године, а од 17. јануара 1964. године носи Бошково име. Основна школа „Бошко Буха” у селу Ивање, код Пријепоља, основана је 1911. године, а Бошково име носи од 1960-их година. Основна школа „Бошко Буха” у селу Штрпци, код Рудог има истурена одељења и у околним селима. Основна школа „Бошко Буха” из Пљеваља основана је 1955. године, а име Бошково име носи од 20. децембра 1966. године. Испред зграде ове основне школе налази се спомен-биста Бошку Бухи, а пионири ове школе су некада редовно обилазили и старали се о одржавању гроба Бошка Бухе на градском гробљу у Пљевљима. Традицију обиласка Бошковог гроба одржавају и данас ученици ове школе. Основна школа у Бошковом родном селу Градини, код Вировитице, чији је некада био ђак, од 1960. до 1992. године је носила његово име, али је преименована у ОШ „Градина”. Бошково име носи и дечје позориште у Београду, основано 1950. године.
Преко 60 улица на територији Републике Србије носи његово име, а неке од њих су у Београду, Врању, Зрењанину, Крагујевцу, Лесковцу, Нишу, Новом Пазару, Новом Саду, Пироту и Ужицу. Такође, име Бошка Бухе носе улице у градовима других бивших југословенских република — у Црној Гори у Подгорици и Пљевљима, у Босни и Херцеговини у Бијељини, Приједору и др, у Македонији у Куманову и др.
Године 1975, на пионирским сусретима „Бошко Буха” у Јабуци је покренута иницијатива да се о Бошку Бухи сними филм. Ову идеју реализовао је редитељ Бранко Бауер, који је 1978. године снимио филм и ТВ серију. Филм је премијерно приказан 17. новембра 1978. године, а серија је емитована касније исте године на Телевизији Београд. Филм и ТВ серија прате живот Бошка Бухе, од његовог ступања у Другу пролетерску бригаду, па до погибије. Аутори сценарија за филм били су сценариста Душан Перковић и публициста Бошко Матић. Матић је био Бошков саборац и један од деце-бораца Друге пролетерске бригаде. Бошков лик у овој серији тумачио је млади глумац-натуршчик Иван Којунџић из села Кошка, код Нашица. Поред лика Бошка Буха у филму су се појавили и други стварни ликови попут — Лунета Миловановића, Саве Јовановића Сирогојна, Милене Ситерице, Драгутина Милошевића Чикала, као и лик докторке Раде, који је био базиран на личности Саше Божовић, лекарке Друге пролетерске бригаде, која је била сведок погибије Бошка Бухе. Филм је био веома популаран у СФРЈ, а посебно је била популарна филмска нумера „Нек нас се сете”, чији је текст написао Душко Радовић, музику компоновао Зоран Симјановић, а отпевао Оливер Драгојевић.

## Галерија
- Камени-белег на месту погибије Бошка Бухе
- Споменик Бошку Бухи, рад вајара Мире Летице из 1970. године
- Детаљ споменика Бошку Бухи
- Детаљ споменика Бошку Бухи
- Споменик Бошку Бухи, рад вајара Мире Летице из 1970. године
- Орден народног хероја